# Associação Maringaense de Voleibol
L'Associação Maringaense de Voleibol è una società pallavolistica femminile brasiliana, con sede a Maringá: milita nel campionato brasiliano di Superliga Série A.

## Storia
L'Associação Maringaense de Voleibol viene fondata il 15 maggio 2000. Partecipa al suo primo torneo in ambito nazionale in occasione della Superliga Série B 2019. Nell'annata seguente è di scena in Superliga Série C, dove si classifica secondo, centrando la promozione in serie cadetta; nel 2021 ottiene la seconda promozione consecutiva, raggiungendo per la prima volta la massima serie. In questo periodo si aggiudica inoltre sei edizioni del Campionato Paranaense.

## Rosa 2024-2025
| N° | Nome               | Ruolo | Data di nascita  | Nazionalità sportiva |
| -- | ------------------ | ----- | ---------------- | -------------------- |
| 1  | Vivian Lima        | P     | 14 ottobre 1999  | Brasile              |
| 2  | Natália Danielski  | S     | 5 dicembre 1999  | Brasile              |
| 3  | Izabelly Siqueira  | C     | 3 maggio 2007    | Brasile              |
| 4  | Anielly dos Santos | L     | 5 marzo 2005     | Brasile              |
| 5  | Jaqueline Schmitz  | S     | 2 novembre 2003  | Brasile              |
| 6  | Gabriela Cândido   | S     | 22 maggio 1996   | Brasile              |
| 7  | Larissa Gongra     | C     | 7 luglio 1991    | Brasile              |
| 8  | Lohayne Endres     | S     | 27 maggio 1999   | Brasile              |
| 9  | Andressa Picussa   | C     | 22 luglio 1989   | Brasile              |
| 10 | Isabela dos Santos | C     | 17 giugno 2006   | Brasile              |
| 11 | Ana Paula da Cruz  | C     | 20 ottobre 1993  | Brasile              |
| 12 | Victoria Andrioli  | O     | 5 ottobre 2007   | Brasile              |
| 13 | Francynne Jacintho | C     | 16 luglio 1992   | Brasile              |
| 14 | Mikaella Costa     | P     | 14 giugno 1997   | Brasile              |
| 15 | Paulina de Souza   | L     | 9 luglio 1999    | Brasile              |
| 16 | Arianne Tolentino  | O     | 13 novembre 1988 | Brasile              |
| 20 | Pamela Sanabio     | O     | 19 luglio 1999   | Brasile              |
| 21 | Karoline Tormena   | S     | 21 marzo 1996    | Brasile              |

## Palmarès
- Campionato Paranaense: 7

2015, 2016, 2017, 2018, 2021, 2022, 2023